# Cinc dies de juny
Cinc dies de juny (títol original: Cinq jours en juin) és una pel·lícula francesa dirigida per Michel Legrand, estrenada l'any 1988. Es tracta d'un relat autobiogràfic dedicat a la seva mare, Marcelle. Ha estat doblada al català.

## Argument
Michel, amb quinze anys, assoleix el seu premi de piano al conservatori de París el dia que els aliats desembarquen a les platges de Normandia. Els trens són bloquejats, ell i la seva mare no poden tornar a Normandia. Amb Yvette, una jove descarada, roben unes bicicletes i marxen cap a Sant-Lô. Pel seu camí, escapen a bombardejos i a combats, presencien la desfeta de les tropes alemanyes i troben soldats americans. Michel enamora d'Yvette.

## Repartiment
- Sabine Azéma: Yvette
- Annie Girardot: Marcelle
- Matthieu Rozé: Michel
- Christoph Moosbrugger: l'oficial de les SS
- Shelton Becton: soldat americà en moto i pianista en les últimes escenes de la pel·lícula a la granja (Shelton Becton és un famós pianista de jazz que ha començat a interpretar amb 4 anys i ha rebut l'esment "summa cum laude" en el diploma a la Universitat Howard)[3]
- Sangoma Everett: Alexander, soldat americà
- Robert Ground: Gene, soldat americà
- Richard Probst: un oficial americà
- Bradley Cole: un oficial americà
- Bernard Lavalette: el patró de l'hotel
- André Weber: Doctor Robert
- Nathalie Nerval: la baronessa
- Jacques Giraud: El carter
- Cap maquinista: Albert Vasseur
- Maquinista: Jean-luc Vasseur